# ウィージャ
ウィージャ (Wiiija) は、1988年にロンドンのノッティング・ヒルにあるラフ・トレード・ショップのスタッフが立ち上げた、イギリスの独立レーベル。名称は、ラフ・トレード・ショップのあるタルボット・ストリート (Talbot Road) の郵便番号「W11 1JA」に由来していた。このレーベルは、セラピー? (Therapy?) を世に送ったことや、シルバーフィッシュ (Silverfish)、ハギー・ベア (Huggy Bear)、コーナーショップ (Cornershop) が最初のレコードを出したことで知られた。後には、フリー・キトゥン (Free Kitten) やビス (Bis) がこのレーベルからリリースされ、1997年以降のコーナーショップの商業的成功は、その後長くレーベルの経営上の支えとなった。
ウィージャは、ハギー・ベアやブラッド・ソーセージ (Blood Sausage) のリリースに加え、コメット・ゲイン (Comet Gain)、スキンド・ティーン (Skinned Teen)、ライナス (Linus)、プッシーキャット・トラッシュ (Pussycat Trash) を収録したEP盤『Some Hearts Paid To Lie』によって、緩やかな形でイギリスにおけるライオット・ガールのシーンと結びつくようになった。1994年のツアーのドキュメンタリー『Getting Close To Nothing』では、ハギー・ベアやブラッド・ソーセージとともに、レーベル仲間のコーナーショップの姿も捉えられている。
1996年、このレーベルは、ベガーズ・バンケット・レコード傘下に入り、2000年代初めまで活動していた。

## 所属アーティスト
- アンジャライ (Anjali) - ヴードゥー・クィーンズ (Voodoo Queens) の前身
- ビス (Bis)
- ブラッド・ソーセージ (Blood Sausage)
- ブラッシー (Brassy)
- コメット・ゲイン (Comet Gain)
- コーナーショップ (Cornershop)
- ファブリック (Fabric)
- フリー・キトゥン (Free Kitten)
- ジェイコブズ・マウス (Jacob's Mouse)
- ラヴブロブス (Loveblobs)
- ムーチョ・マッチョ (Mucho Macho)
- シルバーフィッシュ (Silverfish)
- サージェント・ロック (Sgt Rock)
- サン・キャリッジ (Sun Carriage)
- ターミナル・チーズケイク (Terminal Cheesecake)
- テリー・エドワーズ (Terry Edwards)
- セラピー? (Therapy?)
- ベロセット (Velocette)
- ホイッスラー (Whistler)

## 関連文献
- Cavanagh, David. The Creation Records Story: My Magpie Eyes Are Hungry for the Prize. London: Virgin Books, 2000. ISBN 0-7535-0645-9.
- Young, Rob. Rough Trade. Black Dog Publishing. ISBN 1-904772-47-1